# Stuck on Replay
"Stuck on Replay" è una canzone del gruppo tedesco di musica elettronica Scooter. È stata pubblicata a marzo 2010 come quarto singolo estratto da Under the Radar Over the Top. La canzone è stata l'inno ufficiale del Campionato mondiale di hockey su ghiaccio 2010 in Germania. Il singolo è a tema IIHF come il tour Under the Radar Over the Top. Il singolo è stato rilasciato anche il giorno del concerto di Amburgo durante il tour.
La canzone campiona il ritornello della canzone di Lionel Richie del 1984 "Stuck on You" e il ponte di "A Kay A" di DJ Phil TY.

## Storia
"Stuck on Replay" è stata originariamente inclusa nell'album Under the Radar Over the Top. Molte speculazioni sono sorte perché nei materiali promozionali per l'album erano presenti immagini di H.P. Baxxter, frontman degli Scooter, che sembravano provenire da un video musicale della canzone. Tuttavia, anche dopo il rilascio del materiale, il terzo singolo da Under the Radar Over the Top, "The Sound Above My Hair" è stato pubblicato. Era ancora atteso un quarto singolo, ma non fu data nessuna comunicazione fino a febbraio 2010, quando la IIHF ha annunciato che "Stuck on Replay" sarebbe stata la canzone ufficiale del Campionato mondiale di hockey su ghiaccio 2010, offrendo un campione di un minuto insieme al comunicato stampa che suonava diverso dalla versione dell'album. È stato anche annunciato che "Stuck On Replay" sarebbe stato effettivamente il quarto singolo estratto da Under The Radar Over The Top. Alcuni giorni dopo, è stato confermato che la canzone avrebbe ricevuto una pubblicazione in formato 2-tracce e Maxi, a differenza del suo predecessore, "The Sound Above My Hair".

## Video musicale
Il video musicale è stato pubblicato il 25 febbraio 2010 sul sito ufficiale della Kontor Records e su YouTube. Il video è una compilation di brevi video di varie partite del Campionato mondiale di hockey su ghiaccio 2009 e di riprese del frontman e cantante H.P. Baxxter che canta su vari sfondi, accompagnato da riprese di Michael Simon e Rick J. Jordan. Il video presenta anche ballerini che eseguono il Melbourne Shuffle in scene di città, oltre a riprese della ballerina lituana Giedre Mockeliunaite che balla in vari outfit. Le scene in città sono girate a Salford vicino a Manchester; il garage di recupero e i serbatoi di gas sono girati in Liverpool Street, Salford, M5 4LG.
Una versione estesa del video musicale è stata pubblicata il 5 marzo 2010, una settimana prima dell'uscita del singolo. Il video contiene filmati aggiuntivi dei ballerini che fanno il Melbourne Shuffle, ed è di due minuti più lungo dell'originale. La versione estesa della canzone contiene battiti aggiunti all'inizio e alla fine della canzone, insieme a versi e ritornelli più lunghi.

## Performance commerciale
Dopo la prima settimana di uscita, è entrata nelle classifiche tedesche al numero 34, il che ha deluso molti fan che si aspettavano un ingresso più alto a causa del rilascio del singolo durante il tour. Tuttavia, si prevedeva che salisse una volta iniziato il campionato mondiale di hockey su ghiaccio (7 maggio), essendo la canzone ufficiale di quel torneo, ma ciò non è avvenuto. Il singolo è anche entrato nelle classifiche austriache al numero 58 dopo la prima settimana di uscita.

## Tracce

### CD
1. Stuck on Replay (Radio Edit) – 3:09
2. Stuck on Replay (Club Mix) – 3:25
3. Stuck on Replay (Extended Mix) – 3:49
4. P.U.C.K. – 3:56
5. Ti Sento (Official Goal Anthem of the 2010 IIHF World Championship, Germany) – 3:55
6. Metropolis (Official Opening Ceremony Anthem of the 2010 IIHF World Championship, Germany) – 4:09

### CD  (2 Tracce)
1. Stuck on Replay (Radio Edit) – 3:09
2. Stuck on Replay (Club Mix) – 3:25

### Download
1. Stuck on Replay (Radio Edit) – 3:09
2. Stuck on Replay (Club Mix) – 3:25
3. Stuck on Replay (Extended Mix) – 3:49
4. P.U.C.K. – 3:56
5. Ti Sento (Official Goal Anthem of the 2010 IIHF World Championship, Germany) – 3:55
6. Metropolis (Official Opening Ceremony Anthem of the 2010 IIHF World Championship, Germany) – 4:09